# Leanid Hłuchouski
Leanid Wiktarawicz Hłuchouski (biał. Леанід Віктаравіч Глухоўскі, ros. Леонид Викторович Глуховский, Leonid Wiktorowicz Głuchowski; ur. 6 listopada 1961 w Czardżou) – białoruski oficer milicji, prawnik, sędzia i polityk, deputowany do Rady Najwyższej Republiki Białorusi XIII kadencji, w latach 1996–2000 deputowany do Izby Reprezentantów Republiki Białorusi I kadencji; od 1999 roku był zastępcą ministra spraw wewnętrznych – przewodniczącym Komitetu Śledczego Republiki Białorusi.

## Życiorys

### Młodość i praca
Urodził się 6 listopada 1961 roku w mieście Czardżou, w Turkmeńskiej SRR, ZSRR. W 1986 roku ukończył Mińską Wyższą Szkołę Ministerstwa Spraw Wewnętrznych ZSRR, uzyskując wykształcenie prawnika, prawoznawcy. Posiada stopień podpułkownika milicji. W latach 1986–1990 pracował jako sędzia śledczy w Wydziale Spraw Wewnętrznych Homelskiego Obwodowego Komitetu Wykonawczego. W latach 1990–1993 był zastępcą kierownika Wydziału Spraw Wewnętrznych Rejonu Sowieckiego miasta Homla. W latach 1994–1996 pełnił funkcję zastępcy kierownika Wydziału Śledczego Spraw Wewnętrznych Homelskiego Obwodowego Komitetu Wykonawczego. W latach 1997–1999 pracował jako zastępca szefa Komitetu Śledczego w Ministerstwie Spraw Wewnętrznych Republiki Białorusi.

### Działalność parlamentarna
W drugiej turze uzupełniających wyborów parlamentarnych 10 grudnia 1995 roku został wybrany na deputowanego do Rady Najwyższej Republiki Białorusi XIII kadencji z homelskiego-poleskiego okręgu wyborczego nr 81. 19 grudnia 1995 roku został zarejestrowany przez centralną komisję wyborczą, a 9 stycznia 1996 roku zaprzysiężony na deputowanego. Od 23 stycznia pełnił w Radzie Najwyższej funkcję członka Stałej Komisji ds. Regulaminu, Mandatów i Etyki Deputackiej. Był bezpartyjny. Poparł dokonaną przez prezydenta Alaksandra Łukaszenkę kontrowersyjną i częściowo nieuznaną międzynarodowo zmianę konstytucji. 27 listopada 1996 roku przestał uczestniczyć w pracach Rady Najwyższej i wszedł w skład utworzonej przez prezydenta Izby Reprezentantów Zgromadzenia Narodowego Republiki Białorusi I kadencji. Od 18 grudnia pełnił w niej funkcję członka Stałej Komisji ds. Ustawodawstwa. Od 1999 roku był zastępcą ministra spraw wewnętrznych – przewodniczącym Komitetu Śledczego Republiki Białorusi. Kierował międzyresortową komisją ds. zwrotu kredytów bankowych. Zgodnie z Konstytucją Białorusi z 1994 roku jego mandat deputowanego do Rady Najwyższej zakończył się 9 stycznia 2001 roku; kolejne wybory do tego organu jednak nigdy się nie odbyły.

## Życie prywatne
Leanid Hłuchouski jest żonaty.